# Kogutowicz Károly
Kogutowicz Károly (Budapest, 1886. február 14. – Ludwigsburg, Württemberg, 1948. szeptember 6.) geográfus, egyetemi tanár.

## Élete
Édesapja Kogutowicz Manó, a magyarországi kartográfia megalapítója és az 1890. november 1-én alapított első magyar térképészeti vállalkozás, a Magyar Földrajzi Intézet Rt. első igazgatója, édesanyja Rosa Kapeller volt. Tudós édesapja korán, 57 évesen meghalt, halála után fia Károly vezette tovább és közben korszerűsítette is az intézetet.
Az első világháborúban négy évig légifénykép-kiértékelőként teljesített szolgálatot. Mire 1918-ban leszerelt, elvesztette tulajdonát az édesapja által alapított cégben, így az igazgatói beosztásáról lemondott. Egyetemi tanulmányainak befejezése után előbb Budapesten, az Erzsébet nőiskolában földrajz tanárként tanított.
1923-tól Szegeden, az egyetem általános és összehasonlító földrajz nyilvános rendes tanáraként dolgozott, majd 1944-ig a Földrajzi Intézet első kinevezett igazgatója volt.
1929–30-ban a bölcsészet-, nyelv és történelemtudományi kar dékánja, majd 1941 őszén – Szent-Györgyi Albert rektori éve leteltével – átvette a szegedi egyetem rektorságát. 1942–ben is az egyetem rektora (Rektor Magnificus) volt.

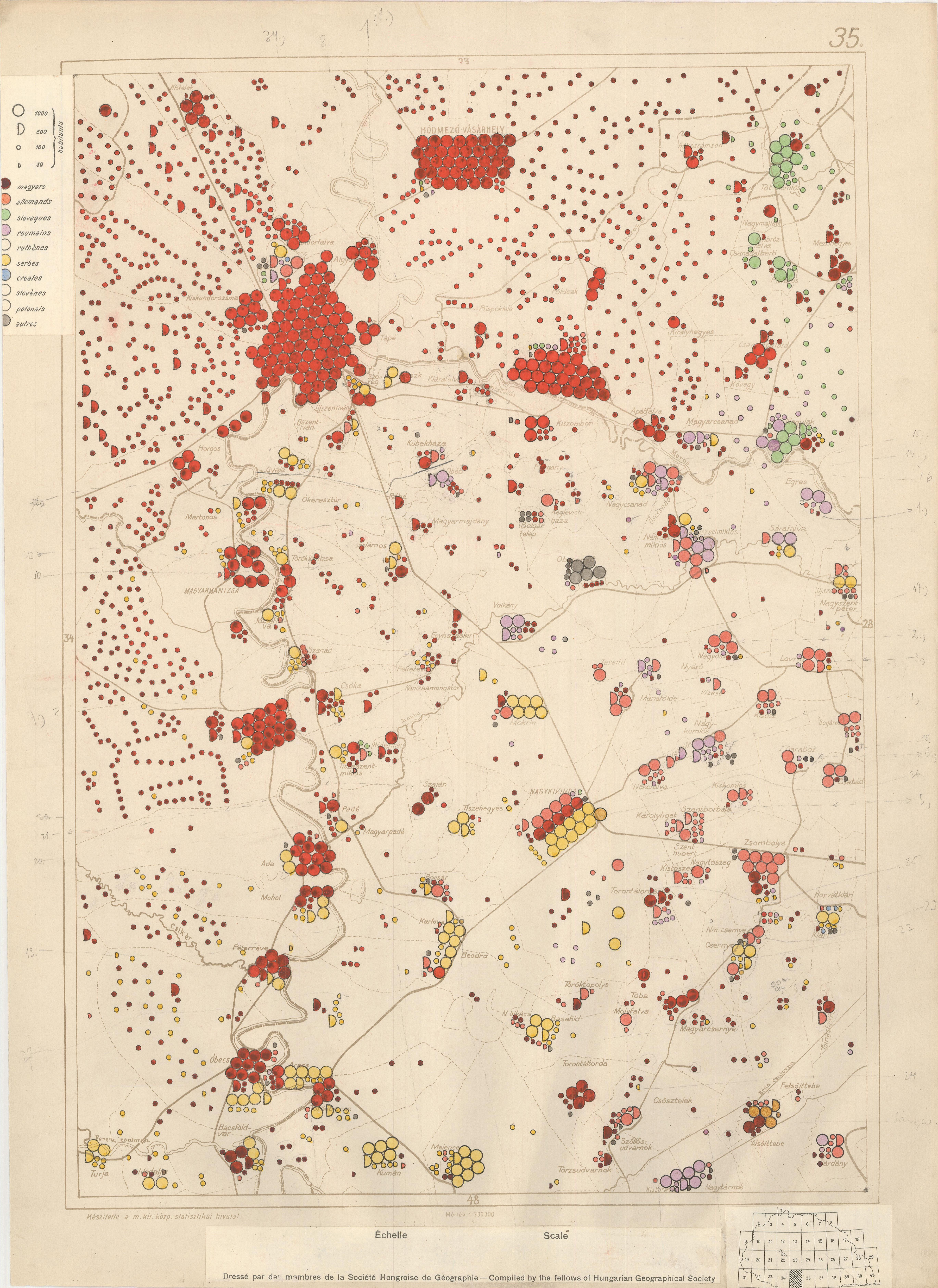
Bátky Zsigmond – Kogutowicz Károly: Magyarország kétszázezres méretarányú néprajzi térképe. 35. Szeged-szelvény. Magyar Földrajzi Társaság, Budapest, 1918 (kéziratos térkép)

1945 elején családjával együtt Drezdába utazott, mert nem akartak szovjet fogságba kerülni. 1945 áprilisában Weimar felé indultak, majd hajón eljutottak Ludwigsburgba. Ezt követően az Amerikai Katolikus Segélyegyleten keresztül amerikai állásért folyamodott. 1948. szeptember elején a katolikus segélyszervezet arról értesítette, hogy hajóval Amerikába utazhat családjával együtt. Azonban a rendkívüli lehetőség híre annyira megviselte, hogy szívrohamot kapott, és 1948. szeptember 6-án meghalt. A ludwigsburgi temetőben helyezték örök
nyugalomra.

## Munkássága

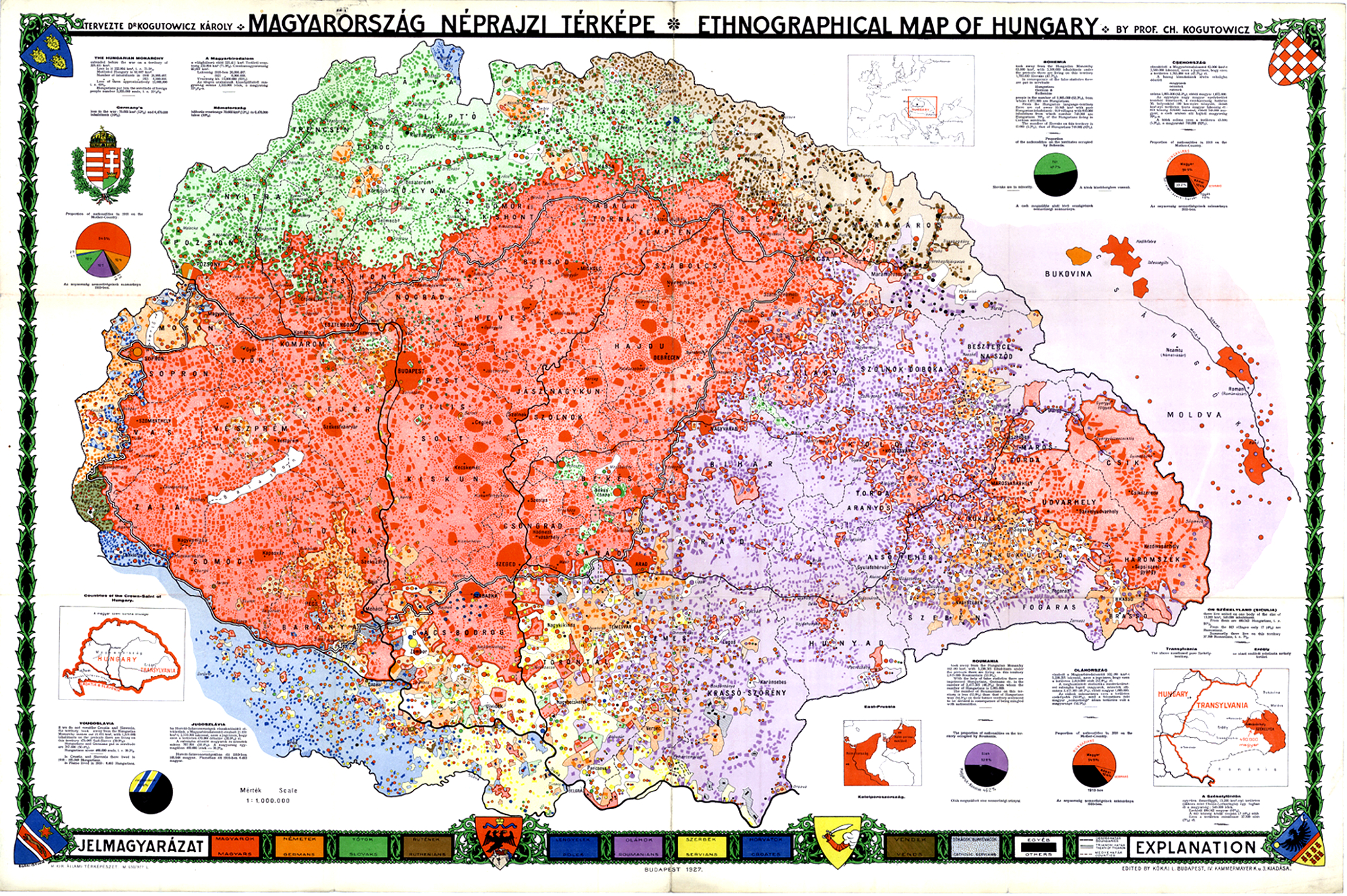
Tervezte Dr Kogutowicz Károly – Magyarország Néprajzi Térképe, 1927

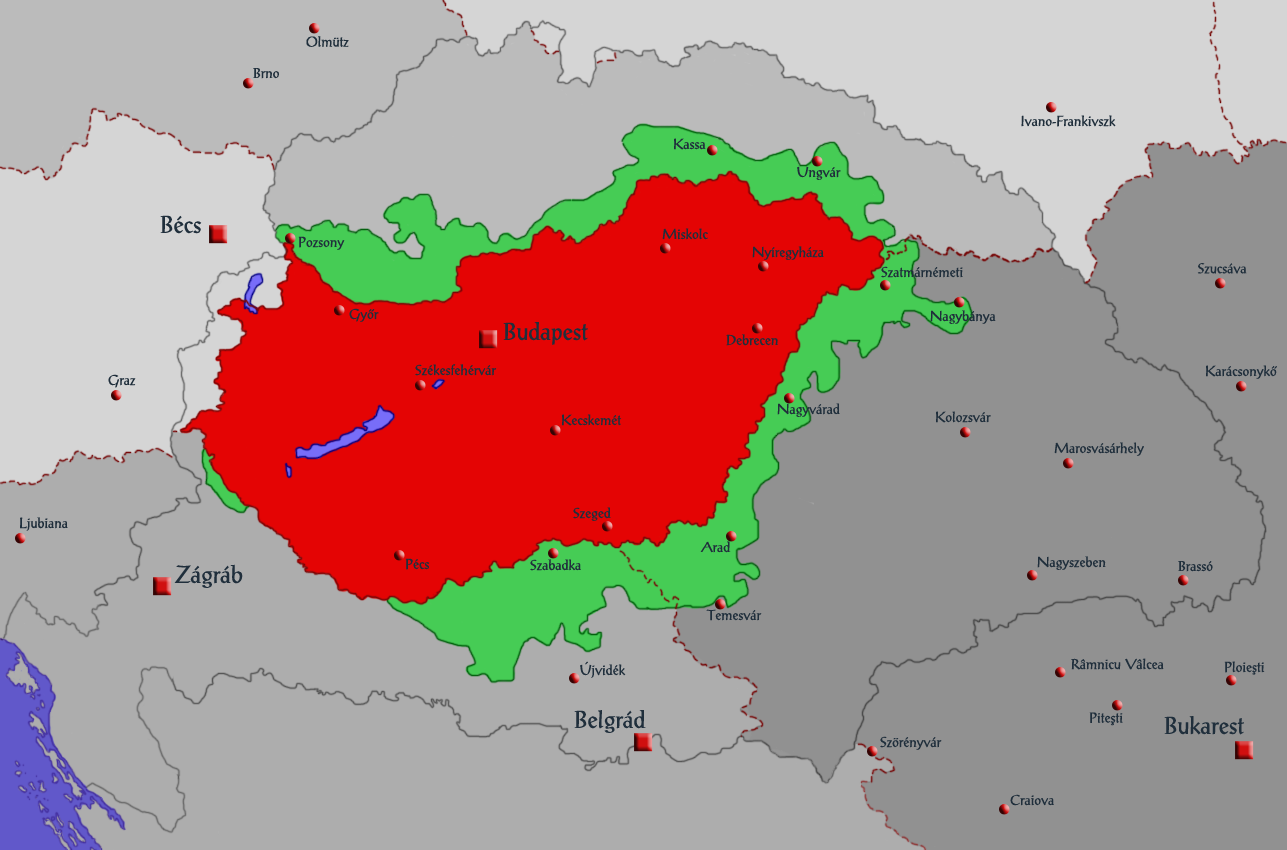
Lord Rothermere brit sajtómágnás és politikus által 1927-ben visszacsatolásra javasolt területek

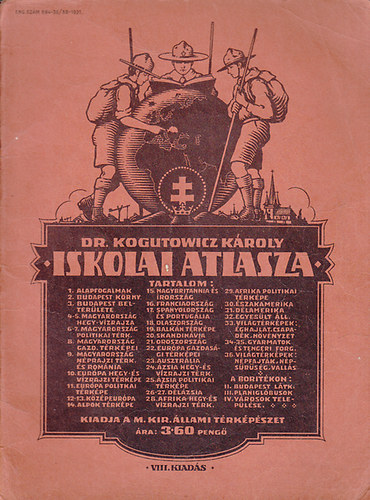
Kogutowicz Károly iskolai atlasz, 1931

Első sikerét akkor érte el, amikor 1918. október 5-én Teleki Pál javaslatára négy magyar geográfus – Bátky Zsigmond, Kogutowicz Károly, Littke Aurél és maga Teleki Pál – elhatározta, hogy olyan néprajzi térképet szerkesztenek, amely minden korábbinál pontosabban mutatja be a történelmi Magyarország néprajzi viszonyait. Mind a négyen önálló tervezetet készítettek, amelyek közül Kogutowicz tervezetét fogadták el. 
A végül Bátky Zsigmonddal közösen jegyzett kéziratos térkép az egyik legnagyobb méretű és legrészletesebb etnikai jellegű országtérkép volt, amely számos későbbi térképet is inspirált.
Amikor 1927 tavaszán megszűnt az antant katonai ellenőrzése, Lord Rothermere brit sajtómágnás és politikus Magyarország helye a Nap alatt (Hungary's Place in the Sun) címmel cikket írt a Daily Mail című angol lapban. A cikk által kiváltott komoly nemzetközi érdeklődést kihasználva Kogutowicz kiadta az újonnan készült térképművét Magyarország néprajzi térképe címmel.
Későbbiekben a munkája során fontos feladatának tartotta a komoly tudományos munka végzéséhez nélkülözhetetlen felszerelések beszerzését, valamint Szeged városának és az Alföldnek tanulmányozását, e témákban számos tanulmánya is született.
... a földrajz a környezet (miliő) tudománya.. tárgyai: kontinensek, országok, vidékek, tájak, környezetek
Tevékenysége szerteágazó volt: több tudományos társaságnak; köztük a földrajzi, meteorológiai, néprajzi, mezőgazdasági, statisztikai, társadalomtudományi és Dugonics Társaságnak is tagja volt, több társaságnál tudományos tisztséget is betöltött.
1927-ben kezdeményezésére jött létre a szegedi egyetemi tanárok részvételével a Szegedi Alföldkutató Bizottság, melynek egyben ügyvezető alelnöke is volt. Sokat tett azért, hogy „az Alföld déli részének a tudomány mai fegyvereivel való feltárása az egyetem részéről meginduljon". Kogutovicz járta a tanyákat.
Nemcsak elméleti alapon foglalkozik a szegedi homok minőségével, termőképességével, nem memorandumoz, hanem azzal az indoklással, hogy minden beszédnél ékesebben hangzik a tett és példaadás, külön-külön foglalkozik minden értelmesebb gazdával, útbaigazítást ad neki az intenzív gazdálkodás, a baromfitermelés, a tej- és tojásprodukció, a zöldség-, a gyümölcsértékesítés tekintetében, de ha kell, gondoskodik megfelelő trágyáról, fajbaromfiról, sőt keltetni való tojásokról is
.
Részt vett több térkép és atlasz szerkesztésében. Tájkutatással, népesség- és településföldrajzzal valamint falu- és tanyakutatással is foglalkozott. Szerkesztette a Föld és ember című folyóiratot is.
Atyja halála után vezette és korszerűsítette a Magyar Földrajzi Intézetet.

## Jelentősebb művei
- Kogutowicz zsebatlasza az 1922. évre, Magyar Néprajzi Társaság (1922)
- Bátky Zsigmond – Kogutowicz Károly: Magyarország 1:200 000-es méretarányú néprajzi térképe (kézirat), 1:200 000 (1918)
- Bátky Zsigmond – Kogutowicz Károly: Magyarország néprajzi térképe település és lélekszám szerint. 1:300 000 (1919)
- Kogutowicz Károly – Móricz Miklós: Magyarország néprajzi térképe. Az 1910. évi népszámlálás alapján nemzetiségi többségek, kisebbségek, népsűrűség. 1:1 000 000 (1919)
- Magyarország néprajzi térképe. 1:1 000 000 (1927)
- Dr. Kogutowicz Károly Polgári Iskolai Atlasza, M. Kir. Honvéd Térkép. Intézet, 1930
- Dunántúl és Kisalföld (I–II. Budapest, 1928–1932)
- Magyarország közigazgatási térképe 1918-ban az 1942. évi határokkal, 1942
- Bevezetés a földrajztudományba, Kókai Lajos, Budapest, 1944